# Casa de Toledo
La casa de Toledo o casa de Álvarez de Toledo es un linaje  de la nobleza española que tuvo sus orígenes en el siglo xii en el Reino de Castilla.
Varios de sus miembros han sobresalido en la historia de España, especialmente los jefes de la casa de Alba, la que también es poseedora de la máxima dignidad de la nobleza por ser titular de la grandeza de España de 1520, denominada grandeza inmemorial o grandeza de primera clase. Asimismo muchos de los títulos nobiliarios de los Álvarez de Toledo tienen adscrita la grandeza de España.

## Orígenes
Los orígenes de este linaje, de raíces mozárabes, se remontan al siglo xii. Petrus Iulianiz también conocido como Pedro Illán y documentado en 1125 confirmando un testamento, es el primer miembro identificable de esta familia, una de las más importantes de la ciudad de Toledo. Tuvo por lo menos dos hijos, de madre desconocida, uno de ellos llamado Illán Pérez de San Román por ser propietario de varias casas en la parroquia de San Román. Aparece varias veces en la documentación de esa época, comenzando en 1137 cuando fue testigo de una donación del rey Alfonso VII de León a la catedral de Toledo. Fue alvazil de la ciudad y como tal figura en documentos de 1155, 1161 y de 1163. Falleció antes de julio de 1167.
Illán Pérez tuvo varios hijos, entre ellos Esteban Illán, que fue alcalde de Toledo y es considerado el «verdadero fundador del linaje». Esteban Illán contrajo dos matrimonios, el primero antes de 1185 con Gracia González, hija del alguacil Gonzalo y su esposa Orabona, de quien tuvo varios hijos. Su segunda esposa fue Seri con quien tuvo una hija llamada Leocadia. Esteban falleció el 11 de noviembre de 1208 y recibió sepultura en la parroquia de San Román.
De su primera esposa Esteban Illán fue padre de, entre otros, Juan Estébanez, quien aparece por última vez en la documentación el 31 de diciembre de 1248. Juan Estébanez fue alcalde de Toledo y se casó con María Salvadores. Fue padre de cinco hijos, uno de ellos fue Álvaro Ibáñez quien figura el 24 de agosto de 1269 como alcalde mayor de Toledo. Falleció probablemente antes del 10 de octubre de 1272. Su esposa fue Sancha Gutiérrez, hija del alguacil Gutierre Fernández ibn Abdelmalic y doña Solí, hija del Illán Estébanez, por lo tanto, Sancha era sobrina segunda de su marido.
Álvaro Ibáñez y su esposa Sancha Gutiérrez fueron padres de tres hijos: García, Juan y Fernando Álvarez de Toledo. Juan y Fernando fueron ejecutados en 1289 por orden del rey Sancho IV de Castilla. Juan contrajo matrimonio con Juana Palomeque de quien tuvo un hijo, Garci Álvarez de Toledo, alcalde mayor de la ciudad, casado con Mencía Téllez, hija de Tel García de Meneses, alguacil mayor de Toledo, y de María Gómez de Toledo. Fueron padres de cinco hijos, entre ellos, García Álvarez de Toledo, maestre de la Orden de Santiago, I señor de Oropesa, y de Valdecorneja.

## Escudo y lema

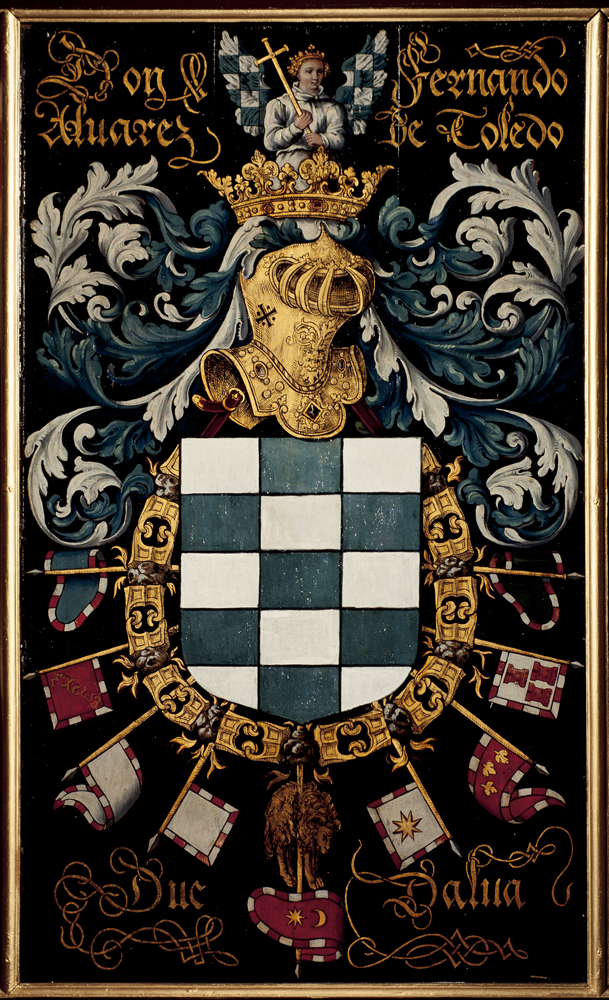
Las "armas de los Álvarez de Toledo" figuran entre las de los caballeros del Toisón de Oro que asistieron en 1559 al capítulo de esta insigne Orden en la Catedral de San Bavón de Gante.

El escudo de armas de los Álvarez de Toledo es un jaquelado o ajedrezado de quince puntos: ocho puntos de plata equipados a siete de azur.
Según Sampedro Escolar,

Los Álvarez de Toledo siguen sumando elementos propios de un gran linaje: a la antigüedad de su genealogía, que se va adornando de leyendas y entronques regios, se añaden los bienes y los títulos, cada vez más sonoros, representados por una heráldica brillante, el ajedrezado de plata y azur, y, por último, un panteón digno de tanta grandeza, el monasterio de San Leonardo.

El origen de esta familia la convierte en ilustre y nobilísima, calificaciones que son tan apropiadas para esta Casa, que son paradigmas para otras.
El lema en latín de los Álvarez de Toledo es Tu in ea et ego pro ea y su traducción al español es Tu en ella y yo por ella, que significa Dios en la patria y yo por la patria.

## Títulos de nobleza otorgados originalmente a los Álvarez de Toledo
A lo largo de los siglos, los Álvarez de Toledo recibieron los siguientes títulos que dieron origen a diversas progenies que conformaron parte del poderoso estrato de la nobleza del Reino de Castilla y posteriormente del Reino de España:
- Señorío de Oropesa, creado a favor de García Álvarez de Toledo en 1366, por el rey Enrique II de Castilla;
- Señorío de Valdecorneja, otorgado a favor de García Álvarez de Toledo, en 1366, por el rey Enrique II de Castilla, juntamente con el Señorío de Oropesa.
- Señorío de Cervera, otorgado a favor de Alonso Álvarez de Toledo y Fernández de Toledo por el rey Juan II de Castilla;
- Señorío de Valdeloso, creado a favor de Pedro Álvarez de Toledo y Fernández de Toledo por el rey Juan II de Castilla;
- Señorío de Higares, creado a favor de Fernán Álvarez de Toledo y Ayala por el rey Juan II de Castilla;
- Señorío de Alba de Tormes, creado a favor de Gutierre Álvarez de Toledo, en 1429, por el rey Juan II de Castilla;
- Condado de Alba de Tormes, creado a favor de Fernando Álvarez de Toledo y Sarmiento en 1439, por el rey Juan II de Castilla;
- Condado de Salvatierra de Tormes, creado a favor de García Álvarez de Toledo y Carrillo de Toledo, en 1469, por el rey Enrique IV de Castilla;
- Ducado de Alba de Tormes, creado a favor de García Álvarez de Toledo y Carrillo de Toledo, I duque, en 1472, por el rey Enrique IV de Castilla;
- Marquesado de Coria, vendido a favor de  García Álvarez de Toledo y Carrillo de Toledo, I marqués, en 1472, por Gutierre de Cáceres Solís;
- Condado de Oropesa, creado a favor de Fernando Álvarez de Toledo y Herrera, I conde, en 1475, por la reina Isabel I de Castilla;
- Condado de Piedrahíta, creado a favor de Fadrique Álvarez de Toledo y Enríquez, I conde, en 1485, por los Reyes Católicos;
- Señorío del Cedillo, creado a favor de Fernán Álvarez de Toledo y Zapata, en 1497, por los Reyes Católicos;
- Señorío de La Horcajada, creado a favor de García Álvarez de Toledo y Enríquez;
- Señorío de Mancera, creado a favor de Pedro Álvarez de Toledo y Enríquez;
- Señorío de Villorias, creado a favor de Fernando Álvarez de Toledo y Enríquez;
- Señorío de Huéscar, creado a favor de Fadrique Álvarez de Toledo y Enríquez, en 1513, por la reina Juana I de Castilla;
- Ducado de Fernandina que lleva adscrito el principado de Montalbán, creado a favor García Álvarez de Toledo y Osorio, I duque y príncipe,  en 1569, por el rey Felipe II de España;
- Condado de Peña Ramiro, creado a favor de Pedro Álvarez de Toledo Osorio, en ¿?, por el rey ¿?;
- Marquesado de Jarandilla, creado a favor de Fernando Álvarez de Toledo Portugal, en 1599, por el rey Felipe III de España;
- Marquesado de Mancera, creado a favor de Pedro de Toledo y Leiva, I marqués, en 1623, por el rey Felipe IV de España;
- Marquesado de Villanueva de Valdueza, creado a favor de Fadrique Álvarez de Toledo y Mendoza, I marqués, en 1624 por el rey Felipe IV de España.
- Condado del Cedillo, creado a favor de Antonio Álvarez de Toledo y Heredia, I conde, en 1624, por el rey Felipe IV de España;
- Marquesado de Villamagna, creado a favor de Alonso Antonio Álvarez de Toledo y Mendoza, en 1624, por el rey Felipe IV de España;
- Marquesado de Montalbo, creado a favor de Francisca de Toledo y Osorio, I marquesa, en 1630 por el rey Felipe IV de España;
- Marquesado de Melgar de Fernamental, creado a favor de María Luisa Álvarez de Toledo Carreto, I marquesa, en 1676, por el rey Carlos II de España;
- Condado de Cervera, creado a favor de Juan Nicolás Álvarez de Toledo y Borja Parada, I conde, en 1790, por el rey Carlos IV de España;
- Ducado de Bivona, creado a favor de José Álvarez de Toledo y Acuña, I duque, en 1865, por la reina Isabel II de España;
- Condado de Xiquena, creado a favor de José Álvarez de Toledo y Acuña, I conde, en 1865, por la reina Isabel II de España.
- Condado de Villar de Felices, creado a favor de Rafael Álvarez de Toledo y Aguado, I conde, en 1871 por el rey Amadeo I de España;
- Marquesado de Cazaza en África, creado a favor de Inés Álvarez de Toledo Caro, I marquesa en 1891 por el rey Alfonso XIII de España.

## Los Álvarez de Toledo miembros de la Orden del Toisón de Oro
Varios Álvarez de Toledo fueron investidos como caballeros de la Orden del Toisón de Oro: 

Collar de la Orden del Toisón de Oro.

- Fadrique Álvarez de Toledo y Enríquez, II duque de Alba de Tormes, en 1519;
- Fernando Álvarez de Toledo y Pimentel, III duque de Alba de Tormes, el Gran duque de Alba, en 1546;
- Antonio Álvarez de Toledo y Beaumont, V duque de Alba de Tormes, en 1599;
- Antonio Álvarez de Toledo y Enríquez de Ribera, VII duque de Alba de Tormes, en 1675;
- Antonio Álvarez de Toledo y Fernández de Velasco, VIII duque de Alba de Tormes, en 1680;
- Vicente Pedro Álvarez de Toledo Portugal, X conde de Oropesa, en 1712, rama austríaca;
- Fadrique Álvarez de Toledo y de Aragón, IX marqués de Villafranca del Bierzo, en 1750;
- Antonio Álvarez de Toledo Osorio y Pérez de Guzmán el Bueno, X marqués de Villafranca del Bierzo, en 1753;
- José Álvarez de Toledo Osorio y Gonzaga, XV duque de Medina Sidonia, en 1791;
- Pedro de Alcántara Álvarez de Toledo y Gonzaga, X duque consorte de Peñaranda de Duero, en 1816;
- Pedro de Alcántara Álvarez de Toledo y Salm-Salm, XIII duque del Infantado, en 1816;
- José Joaquín Álvarez de Toledo y Silva, XVIII duque de Medina Sidonia, en 1890.

## Títulos de nobleza incorporados a los Álvarez de Toledo
El linaje Álvarez de Toledo también recibió en herencia numerosos títulos de nobleza concedidos originalmente a otras casas; a ellos hay que sumarle también los títulos nobiliarios que actualmente ostentan los Álvarez de Toledo (que se encuentran detallados en el apartado final de este artículo):
| - Principado de Éboli - Principado de Mélito - Ducado de Francavilla - Ducado de Galisteo - Ducado de Estremera - Ducado de Lerma - Ducado de Medina Sidonia - Ducado de Montalto - Ducado de Montoro - Ducado de Olivares - Ducado de Pastrana - Ducado de Santa Cristina - Ducado de Zaragoza - Ducado del Infantado - Marquesado de Algecilla - Marquesado de Almenara - Marquesado de Argüeso - Marquesado de Belvís - Marquesado de Calatafimi - Marquesado de Cea - Marquesado de Cenete | - Marquesado de Campoo - Marquesado de Eliche - Marquesado de Frechilla y Villarramiel - Marquesado de los Vélez - Marquesado de Molina - Marquesado de Santillana - Marquesado de Tarazona - Marquesado de Távara - Marquesado de Valverde - Marquesado de Villabenázar - Marquesado de Villafranca del Bierzo - Marquesado de Villanueva del Río - Marquesado del Carpio - Marquesado del Villar de Grajanejos - Condado de Adernó - Condado de Alcaudete - Condado de Ampudia - Condado de Ayala - Condado de Caltabellota - Condado de Caltanissetta | - Condado de Caltavuturo - Condado del Cid - Condado de Collesano - Condado de Deleytosa - Condado de Fuentes de Valdepero - Condado de Gondomar - Condado de Humanes - Condado de Lerín - Condado de Miranda del Castañar - Condado de Monterrey - Condado de Morente - Condado de Real de Manzanares - Condado de Niebla - Condado de Osorno - Condado de Saldaña - Condado de Scalfani - Condado de Villada - Condado del Puerto - Baronía de Castellví de Rosanes - Señorío de Cebolla |

## Los Álvarez de Toledo mayordomos mayores de los reyes de España
A lo largo de los siglos sucesivos monarcas de España fueron concediendo a miembros de la familia Álvarez de Toledo el importante cargo palaciego de mayordomo mayor del Rey, al que le correspondió la organización de la Real Casa y Patrimonio de la Corona de España:
- Fernando Álvarez de Toledo y Pimentel, III duque de Alba de Tormes, entre 1541 y 1556, del rey Carlos I (1516-1556);
- Fernando Álvarez de Toledo y Pimentel, III duque de Alba de Tormes, entre 1556 y 1582, del rey Felipe II (1556-1598);
- Antonio Álvarez de Toledo y Beaumont, V duque de Alba de Tormes, entre 1629 y 1639, del rey Felipe IV (1621-1665);
- Antonio Álvarez de Toledo y Enríquez de Ribera, VII duque de Alba de Tormes, entre 1667 y 1671, del rey Carlos II (1665-1701);
- Fadrique Álvarez de Toledo y Ponce de León, VII marqués de Villafranca del Bierzo, entre 1701 y 1705, del rey Felipe V (1701-1724);
- Fadrique Álvarez de Toledo y Moncada, IX marqués de Villafranca del Bierzo, entre 1747 y 1753, del rey Fernando VI (1746-1759);
- Pedro de Alcántara Álvarez de Toledo y Gonzaga, duque consorte de Peñaranda del Duero, entre 1815 y 1820 y entre 1823 y 1824, del rey Fernando VII (1808 y 1814-1833);
- José Joaquín Álvarez de Toledo y Silva, XVIII duque de Medina Sidonia, entre 1885 y 1890, del rey Alfonso XIII (1885-1931).

## Títulos nobiliarios que actualmente ostentan los Álvarez de Toledo
Al presente la saga ostenta los siguientes títulos de nobleza: 
- Ducado de Zaragoza, Manuel Álvarez de Toledo y Mencos, V duque, grande de España;
- Marquesado de Cañizar, Mariano de Fátima Álvarez de Toledo y Mencos, XI marqués;
- Marquesado de Casa Fuerte, Cayetana Álvarez de Toledo y Peralta Ramos, XV marquesa;
- Marquesado de Casa Loring, Victoria Eugenia Álvarez de Toledo y Marone-Cinzano, VII marquesa;
- Marquesado de Casa Pontejos, María del Rosario Ignacia Álvarez de Toledo y Rúspoli, X marquesa, grande de España;
- Marquesado de Lazán, Alberto Álvarez de Toledo y Rodríguez-Ponga, X marqués;
- Marquesado de Martorell, Alonso Álvarez de Toledo y Merry del Val, XIII marqués;
- Marquesado de Miraflores, Manuel Álvarez de Toledo y Mencos, VIII marqués, grande de España;
- Marquesado de Navarrés, Carlos Álvarez de Toledo Satrústegui, XVIII marqués;
- Marquesado de Villanueva de Valdueza, Alonso Álvarez de Toledo y Urquijo, XII marqués;
- Marquesado de San Felices de Aragón, María de los Reyes Álvarez de Toledo y Mencos, XII marquesa;
- Condado de Eril, Alberto Álvarez de Toledo y Mencos, XIV conde, grande de España;
- Condado de la Ventosa, José María Álvarez de Toledo y Gómez-Trenor, XIII conde;
- Condado de los Arcos, Manuel Álvarez de Toledo y Mencos, XIV conde, grande de España;
- Condado de Santa Olalla, Ramón Álvarez de Toledo y Álvarez Buylla, VII conde;
- Condado de Villapaterna, Francisco de Borja Álvarez de Toledo y Marone-Cinzano, X conde;
- Vizcondado de la Armería, Fadrique Álvarez de Toledo y Argüelles, XIV vizconde.
- Señorío de Higares, Manuel Artemio Toledo y Narváez, XlX señor de Higares y Alba de Tormes.